# Dušan Mandić
Dušan Mandić (Kotor, 1994. június 16. –) (szerb cirill átírással: Душан Мандић) háromszoros olimpiai bajnok (2016, 2020, 2024), egyszeres világbajnok (2015) és háromszoros Európa-bajnok (2014, 2016, 2018) szerb vízilabdázó, 2023 őszétől a Ferencváros játékosa.

## Eredményei

### Primorac Kotor
- montenegrói kupa
  - győztes: 2010
- LEN-euróliga
  - döntős: 2010

### Partizan Beograd
- szerb bajnokság
  - aranyérmes: 2011, 2012, 2015
- szerb kupa
  - győztes: 2011, 2012
- Interliga
  - győztes: 2011
- LEN-euróliga
  - győztes: 2011
- LEN-szuperkupa
  - győztes: 2012

### Pro Recco
- olasz bajnokság
  - aranyérmes: 2016, 2017, 2018, 2019
- olasz kupa
  - győztes: 2016, 2017, 2018, 2019, 2021
- LEN-bajnokok ligája
  - győztes: 2021
  - döntős: 2018

### Novi Beograd
- Adria-liga
  - aranyérmes: 2022
- szerb bajnokság
  - aranyérmes: 2022, 2023
- LEN-bajnokok ligája
  - döntős: 2022, 2023

### Ferencváros
- magyar bajnokság
  - aranyérmes: 2024, 2025
- magyar kupa
  - győztes: 2023, 2024
- LEN-bajnokok ligája
  - győztes: 2024, 2025
- LEN-szuperkupa
  - győztes: 2024[2]

### Egyéni
- Az év vízilabdázója (World Aquatics): 2024[3]
- Az év vízilabdázója (LEN): 2024[4]